# Comuna Pavlopillea, Nikopol
Pavlopillea (în ucraineană Павлопілля) este o comună în raionul Nikopol, regiunea Dnipropetrovsk, Ucraina, formată din satele Ivanivka, Marînopil, Pavlopillea (reședința), Prîiut, Șîșkîne, Vodeane și Zvizda.

## Demografie
Componența lingvistică a satului Pavlopillea
     Ucraineană (94,32%)
     Rusă (4,84%)
     Alte limbi (0,25%)
Conform recensământului din 2001, majoritatea populației satului Pavlopillea era vorbitoare de ucraineană (94,32%), existând în minoritate și vorbitori de rusă (4,84%).